# Этабль-сюр-Мер (кантон)
Этабль-сюр-Мер (фр. Étables-sur-Mer) — упраздненный кантон во Франции, в регионе Бретань, департамент Кот-д’Армор. Входил в состав округа Сен-Бриё.
Код INSEE кантона — 2213. Всего в кантон Этабль-сюр-Мер входило 6 коммун, из них главной коммуной являлась Этабль-сюр-Мер.

## Коммуны кантона
| Коммуна        | Население, чел. (1999) | Почтовый индекс | Код INSEE |
| -------------- | ---------------------- | --------------- | --------- |
| Биник          | 3110                   | 22520           | 22007     |
| Лантик         | 1117                   | 22410           | 22117     |
| Плуран         | 1549                   | 22410           | 22232     |
| Сен-Ке-Портриё | 3114                   | 22410           | 22325     |
| Тревенёк       | 593                    | 22410           | 22377     |
| Этабль-сюр-Мер | 2514                   | 22680           | 22055     |

## Население
Население кантона на 2006 год составляло 13 413 человек.
| 1962 | 1968 | 1975 | 1982 | 1990 | 1999   | 2006   | 2007 |
| ---- | ---- | ---- | ---- | ---- | ------ | ------ | ---- |
| -    | -    | -    | -    | -    | 11 997 | 13 413 | -    |